# مبادل كالسيوم/بوتاسيوم/صوديوم 4
مبادل كالسيوم/بوتاسيوم/صوديوم 4 هو بروتين في البشر يُشفر عبر جين SLC24A4.

## الأهمية السريرية
تؤدي الطفرات في SLC24A4 إلى تخلق الميناء الناقص.